# La Ligne de front (Larcenet)
La Ligne de front - une aventure rocambolesque de Vincent van Gogh est un album de bande dessinée humoristique, scénarisé et dessiné par Manu Larcenet, édité chez Dargaud, paru en 2004 dans la collection Poisson Pilote. La mise en couleurs est réalisée par Patrice Larcenet.
C'est le tome 2 de la série "une Aventure rocambolesque de...".

## Synopsis
Le caporal Vincent van Gogh, membre d'élite des "forces artistiques spéciales", est officiellement mort depuis qu'il a refusé de détruire le cubisme. Le gouvernement le rappelle cependant en 1914, comme reporter de guerre pour peindre la Première Guerre mondiale naissante : seul un artiste peut en transmettre "l'âme" aux chefs planqués et cyniques, qui ne comprennent pas pourquoi les soldats n'aiment pas se faire massacrer... Toujours obsédé par la palette chromatique et les tournesols, chapeauté par le général Morancet - jeune aristocrate au patriotisme inversement proportionnel au goût du danger - van Gogh va découvrir que la guerre a bel et bien une âme, et un visage... inattendu.